# Chiloglanis asymetricaudalis
Chiloglanis asymetricaudalis és una espècie de peix de la família dels mochòkids i de l'ordre dels siluriformes.

## Morfologia
Els mascles poden assolir els 76 cm de llargària total.

## Distribució geogràfica
Es troba a Àfrica: conca del Ruzizi.

## Estat de conservació
Les seues principals amenaces són l'expansió agrícola i la terbolesa de l'aigua a causa de l'erosió de les conques hidrogràfiques.